# Автошлях Т 2216
Автошлях Т2216 — автомобільний шлях місцевого значення довжиною 50,8 км, що проходить через Голопристанський район через Голу Пристань — Залізний Порт — Нову Збур'ївку.